# Urartu
Urartu a fost un regat din Epoca Fierului, cunoscut și cu varianta modernă a endonimului său, Regatul Vanului, constituit în jurul lacului Van din Podișul Armeniei (Anatolia de Est din prezent). Regatul a devenit o putere la mijlocul secolului al IX-lea î.Hr., dar a decăzut treptat și a fost în cele din urmă cucerit de mezi în secolul al VI-lea î.Hr. Această regiune geopolitică va reemerge în scurt timp cu numele Armenia. Urartienii sunt strămoșii cel mai ușor de identificat ai armenilor.

## Denumiri
Această regiune geografică și entitatea politică apărută a purtat diferite nume:
- Urartu/Ararat Numele „Urartu" (în asiriană: māt Urartu,[6] în babiloniană: Uraștu, în ebraică: Ararat) provine din surse asiriene.
- Van Denumirea „Regatul Vanului" este derivată din toponimul urartian Biainili,[7] care era probabil pronunțat Vanele.
- Nairi Relația dintre numele Urartu și Nairi nu este limpede. Pe când primii cârmuitori urartienii se întitulau regi ai Nairi, unii cercetători au sugerat că Urartu și Nairi erau entități separate.

## Istorie

Urartu în timpurile regelui Arame

Inscripțiile asiriene ale lui Salmanasar I (circa 1274 î.Hr.) menționează pentru prima dată Uruatri ca unul dintre statele Nairi, o confederație laxă a regatelor mici și statelor tribale de pe Podișul Armeniei, ce a existat între secolele al XIII-lea și al XI-lea î.Hr. Uruatri se întindea în regiunea din jurul lacului Van.
Urartu a reapărut în inscripțiile asiriene din secolul al IX-lea î.Hr. ca puternicul rival nordic al Imperiului Neo-Asirian. Statele și triburile din Nairi au devenit un regat unificat sub conducerea regelui Arame (860 – 844 î.Hr.), capitalele căruia, dintâi la Sugunia și apoi la Arzașkun, au fost capturate de către asirienii împăratului Salmanasar al III-lea.

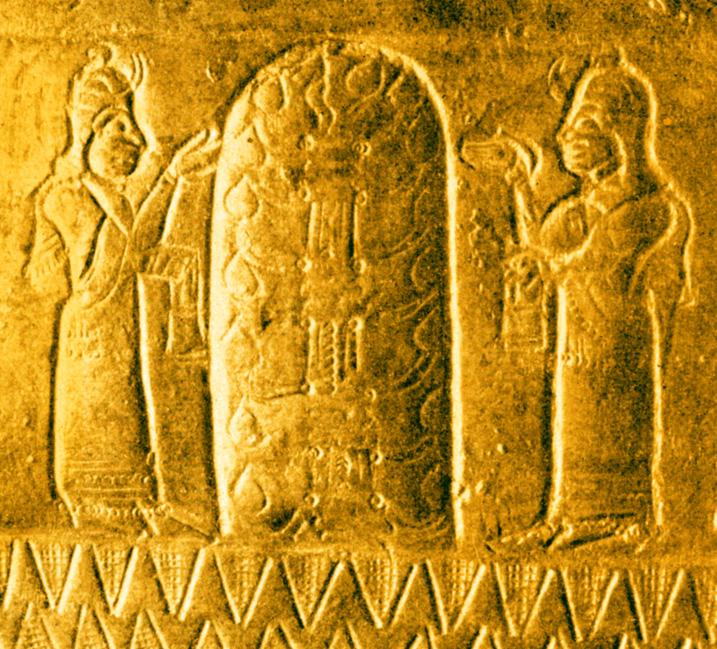
Pe fragmentul unui coif de bronz din epoca lui Arghiști I este reprezentat „arborele vieții", popular în rândul popoarelor antice. Descoperire din cetatea Teyșebaini de pe Karmir-Blur (Movila Roșie).

Sarduri I (c. 832 – 820î.Hr.), fiul lui Lutipri, a întemeiat o nouă dinastie și a rezistat cu succes atacurilor asiriene, a consolidat puterea militară a statului și a mutat capitala la Tușpa (orașul Van din prezent, aflat pe țărmul lacului cu același nume). Fiul său Ispuini (c. 820 – 800 î.Hr.) a anexat statul vecin Musasir, care a devenit un centru religios important al regatului, și a introdus cultul zeului Haldi.
Ispuini a fost și primul rege urartian care a scris în limba urartiană, regii precedenți lăsând inscripții în akadiană. L-a făcut pe fiul său Sarduri al II-lea vicerege. După cucerirea Musasirului Ispuini a fost la rândul său atacat de Șamși-Adad al V-lea. Coregentul și succesorul său Menua (c. 800 – 785 î.Hr.) la fel a lărgit mult regatul și a lăsat inscripții în multe locații. În cursul coregenței lor Ispuini și Menua au renunțat să-și mai numească țara Nairi, optând în schimb pentru Biainili.

Localizarea celor mai mari cetăți descoperite (nume din prezent).

Urartu a ajuns în culmea puterii sale militare sub conducerea lui Arghiști I, fiul lui Menua, (c. 785 – 760 î.Hr.), devenind unul dintre cele mai puternice regate ale Orientului Apropiat antic. Arghiști a alipit mai multe teritorii de lângă Arax și lacul Sevan și a zădărnicit campaniile împăratului Salmanasar al IV-lea împotriva sa. De asemenea Arghiști a întemeiat mai multe orașe, cea mai de seamă fiind fortăreața Erebuni în 782 î.Hr.

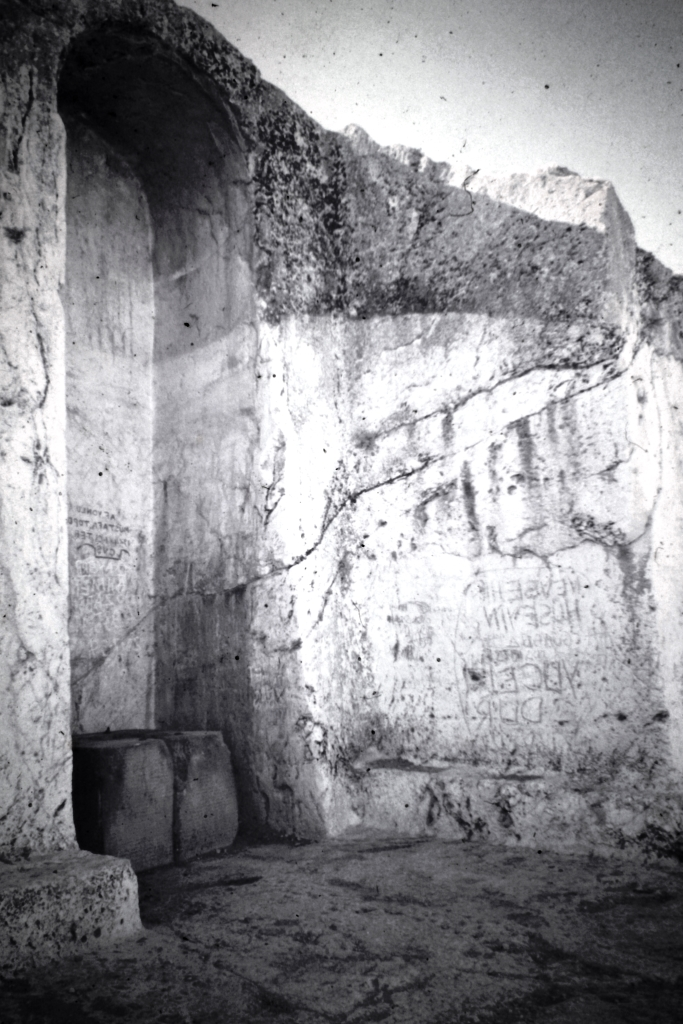
Nișă și baza unei statui urartiene distruse. Citadela din Van, 1973

Împăratul Tiglatpalasar al III-lea a cucerit Urartu în primul an al domniei sale (745 î.Hr.). Acolo asirienii au găsit călăreți și cai neîntrecuți pentru carele lor de luptă.
În 714 î.Hr. Regatul Urartu a avut de suferit în urma incursiunilor cimeriene și campaniilor lui Sargon al II-lea. Templul principal de la Musasir a fost jefuit și regele urartian Rusa I a suferit o înfrângere zdrobitoare de la Sargon al II-lea lângă lacul Urmia, punându-și capăt zilelor de rușine.
Fiul lui Rusa Arghiști al II-lea (714 – 685 î.Hr.) i-a respins pe cimerieni, oricum Urartu nu mai prezenta o amenințare pentru Asiria, ca urmare în 705 î.Hr. a fost încheiată pacea cu noul rege Senaherib. Acesta, la rândul său, a contribuit la o lungă perioadă de dezvoltare și prosperitate, care a continuat și în cursul domniei fiului lui Arghiști, Rusa al II-lea.
După Rusa al II-lea Urartu totuși a slăbit, fiind atacat în continuu de invadatorii cimerieni și sciți. Ca urmare a devenit dependent de Asiria, ceea ce iese la iveală, când Sarduri al III-lea, fiul lui Rusa, se referă la regele asirian Assurbanipal ca „tatăl” său.

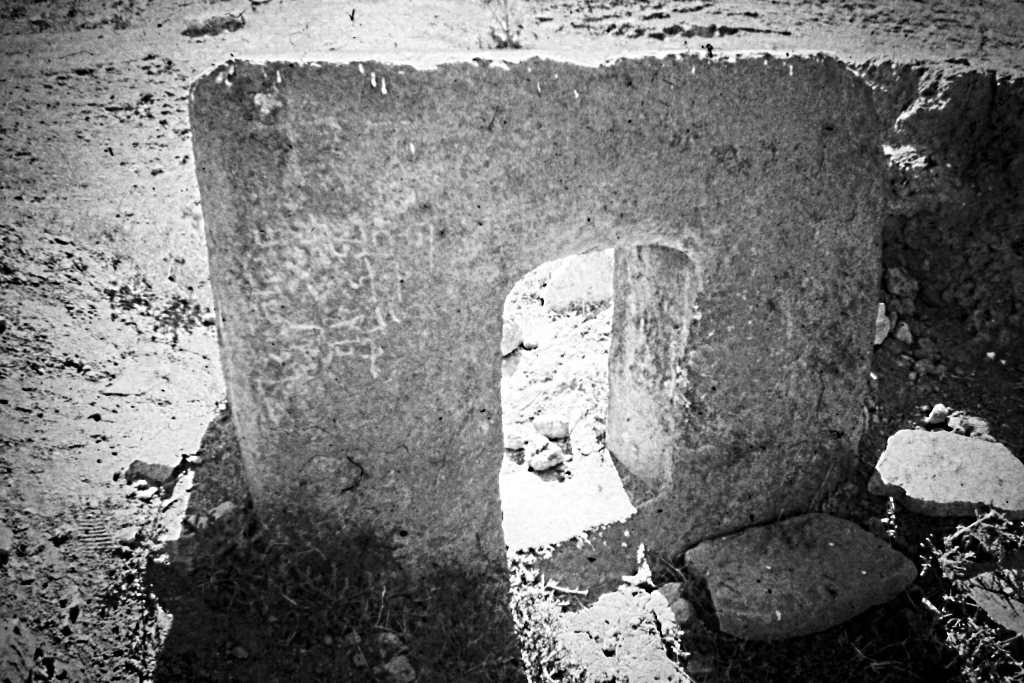
Arcă de piatră urartiană lângă Van, 1973.

Conform epigrafiei urartiene Sarduri al III-lea a fost urmat de trei regi — Erimena (635 – 620 î.Hr.), fiul său Rusa al III-lea (620 –609 î.Hr.) și fiul celui din urmă Rusa al IV-lea (609 – 590 sau 585 î.Hr.). La sfârșitul secolului al VII-lea î.Hr. (în cursul său după domnia lui Sarduri al III-lea) Urartu a fost invadat de sciți și aliații lor — mezii. În 612 î.Hr. regele med Cyaxares cel Mare împreună cu Nabopalasar al Babilonului și sciții au cucerit Asiria. Capitala urartiană Tușpa a căzut în mâinile mezilor în 590 î.Hr., ceea ce a însemnat sfârșitul statului urartian. Mai multe ruine urartiene din această perioadă prezintă urme ale distrugerii prin foc.

## Limbă
„Limba urartiană" este termenul aplicat retroactiv de către istorici și lingviști unei limbi moarte folosite în inscripțiile cuneiforme din Regatul Urartu. Este o limbă ergativ-aglutinantă, care nu aparține nici limbilor semitice, nici celor indo-europene, ci familiei de limbi huro-urartiene. Nu se cunoaște nici o înrudire dintre acestea din urmă și o altă limbă sau familie de limbi, în pofida încercărilor repetate de a găsi legături genetice.

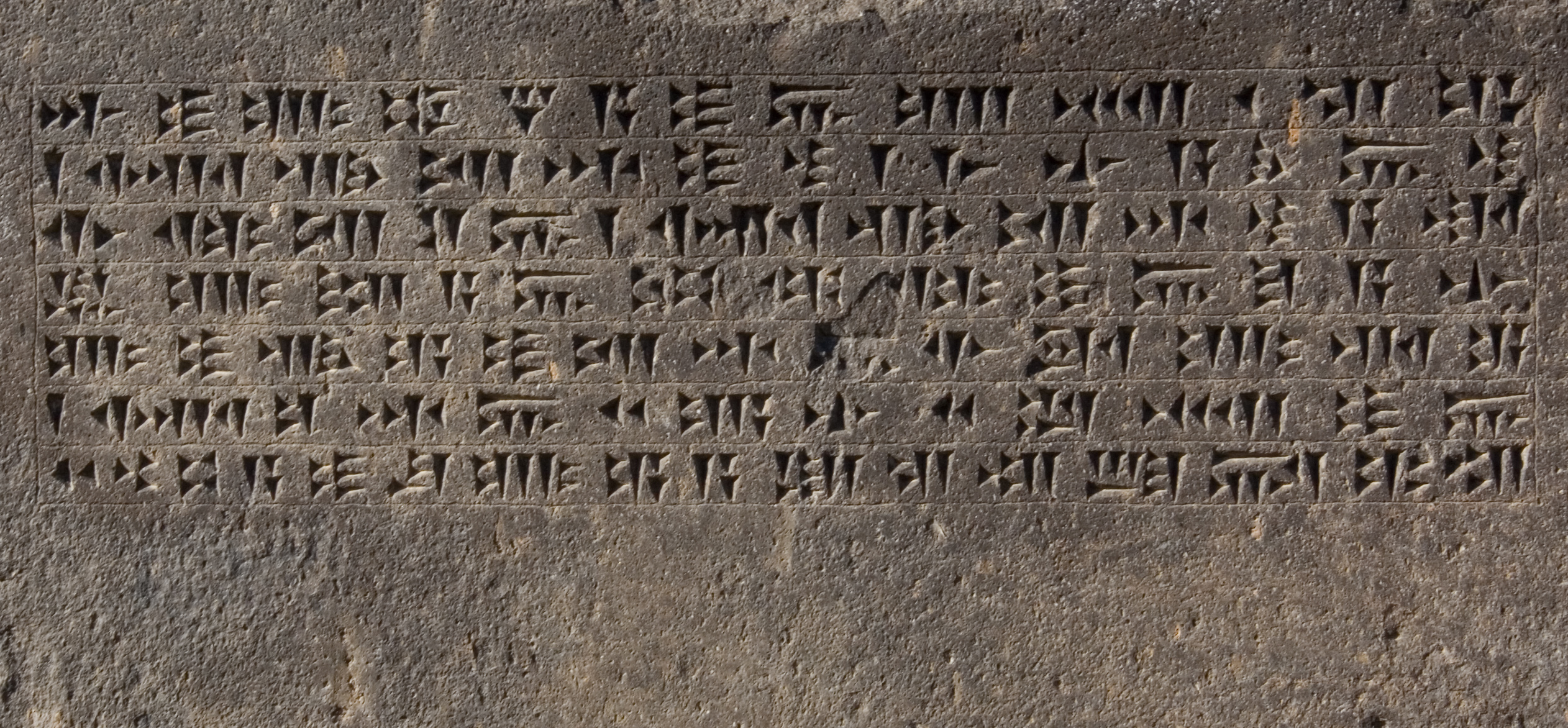
Inscripție a lui Arghiști I. Muzeul Erebuni, Erevan.

În ultimă instanță nu se știe ce limbă (sau limbi) erau vorbite în această regiune geopolitică până la crearea alfabetulului armenesc în secolul al IV-lea d.Hr. Prezența în Urartu înainte de colapsul său a unei populații vorbind limba proto-armeană este subiect de speculații, dar existența cuvintelor urartiene în armeană și a împrumuturilor armene în urartiană sugerează un contact timpuriu dintre cele două limbi și perioade îndelungate de bilingvism.